# Тодосійчук Тамара Тимофіївна
Тамара Тимофіївна Тодосійчук (нар. 12 травня 1942) — доктор хімічних наук, старший науковий співробітник. Вчений-хімік у галузі високомолекулярних сполук, фахівець з фізикохімії полімерів та досліджень фізико-хімічних
і міжфазних явищ у гетерогенних полімерних системах.

## Біографія
Тамара Тимофіївна Тодосійчук народилась 12 травня 1942 р. в м. Сари-Озек Гвардійського району Алма-Атинської області (Казахстан). Навчалась у середній школі №11 м. Артемівська Донецької обл. Після закінчення школи в 1959 р. працювала на склозаводі імені Артема м. Артемівськ. У 1961 р. вступила на хімічний факультет Київського Державного університету імені Тараса Шевченка. Після закінчення вузу в 1966 р. Т.Т. Тодосійчук була направлена на роботу в Інститут хімії високомолекулярних сполук НАН України, де і працювала на посадах: інженера, молодшого наукового співробітника
(1967 р.), старшого наукового співробітника ( 1977 р.), завідувача лабораторії (1984 р.), провідного наукового співробітника (1996-2005 рр.) і з 2005 р. завідувача відділу фізикохімії полімерів. У 1968-1972 рр. Т.Т. Тодосійчук навчалася в аспірантурі ІХВС НАН України без відриву від виробництва та захистила дисертаційну роботу на здобуття вченого ступеня кандидата хімічних наук у 1973 р. Наукове звання старшого наукового співробітника їй присвоєно у 1982 р. У 2002 р. Т.Т. Тодосійчук стала доктором хімічних наук, захистивши Дисертаційну роботу за темою ,,Адсорбція сумішей полімерів на твердих поверхнях”, яка стала фундаментальним внеском у полімерну науку та основою теорії адсорбції сумішей полімерів.

## Наукова діяльність
Т.Т. Тодосійчук - вчений-хімік у галузі високомолекулярних сполук, фахівець з фізикохімії полімерів, включаючи дослідження фізико-хімічних
і міжфазних явищ у гетерогенних полімерних системах, полімерних сумішах і сплавах, а також адсорбції з розчинів полімерних сумішей, струк-
туроутворення в розчинах і їх термодинаміки. Один із найбільш важливих результатів, отриманих Т.Т. Тодосійчук, - встановлення взаємозв'язку Між процесом структуроутворення В розчині та величиною адсорбції залежного від співвідношення адсорбент/розчин. У 1977-1990 р.р., будучи керівником групи та завідувачем лабораторії, Т.Т. Тодосійчук успішно застосовувала результати своїх досліджень для вирішення важливих прикладних завдань. У 1982 р. у журналі Journal of colloids and interface science опублікована робота Т.Т. Тодосійчук, присвячена дослідженню адсорбції з розчинів сумішей полімерів. Це була перша робота в науковій літературі, в якій вивчення адсорбції сумішей полімерів проведено на сучасному рівні з урахуванням процесів структуроутворення. Сформульовані В її роботах фундаментальні закономірності адсорбції сумішей полімерів на твердих поверхнях, що базуються на положеннях молекулярно-агрегативного механізму, дають можливість інтерпретації складного характеру ізотерм адсорбції. Результати досліджень адсорбції з сумішей полімерів у широкому концентраційному інтервалі, включаючи
критичні концентрації перекривання макромолекулярних клубків, дають змогу враховувати як термодинамічну взаємодію компонентів, так і процеси молекулярної агрегації в досліджуваних системах. Вперше визначено взаємозв'язок між адсорбцією з розчинів сумішей полімерів і агрегацією
в цих системах, а також утворенням безперервної сітки зачеплень. Підтверджена концепція молекулярно-агрегативного механізму адсорбції
ДЛЯ розчинів сумішей полімерів, яка раніше була запропонована для бінарних систем полімер-розчинник. Показана важлива роль співвідношення маси адсорбенту і об'єму розчину (m/V) при адсорбції з сумішей полімерів за різних концентрацій. Вплив m/V розглядається в рамках концепції множинності адсорбційної рівноваги між двома хімічно різнорідними компонентами, а також між фракціями різних молекулярних мас кожного компонента, які характеризуються різною адсорбційною здатністю. Зміна співвідношення m/V - один із способів регулювання складу адсорбційного шару, утвореного Двома хімічно різнорідними полімерами. Вперше встановлені принципові особливості формування адсорбційних шарів, утворених одночасно дома різнорідними молекулами та закономірності поверхневої сегрегації в полімерних системах. У роботах Т.Т. Тодосійчук експериментально доведена селективність адсорбції одного з компонентів суміші як для розчинів, так і для розплавів полімерів, зумовлена одночасним перебігом конкуруючою адсорбцією обох компонентів. Вперше визначена теплота адсорбції кожного компонента суміші полімерів у широкому концентраційному інтервалі. Виявлені істотні зміни енергії адсорбції для напіврозбавлених розчинів, Де замість ізольованих макромолекулярних клубків адсорбуються макромолекулярні кластери. Теоретично і експериментально визначені причини впливу межі поділу сумішей та сплавів лінійних полімерів 3 твердою поверхнею на зміну фазової діаграми і термодинамічної сумісності компонентів. Важливо те, що встановлені закономірності загальні для всіх пар полімерів, що характеризуються певним рівнем термодинамічної сумісності. Т.Т. Тодосійчук бере участь у розвитку нових напрямів досліджень - термодинаміка і механіка наповнених полімерів, адгезія, структура граничних шарів, розробка хімії та технології конструкційних клеїв для спецтехніки та ін. Нею розроблені принципи формування адгезійних контактів для різних поверхонь, включаючи інертні та фізико-хімічні підходи збільшення міцності адгезійного зв'язку. Ці роботи стали істотним внеском у розвиток сучасної фізикохімії полімерів. Практично спрямовані наукові дослідження Т.Т. Тодосійчук дали змогу розробити та впровадити функціональні полімерні матеріали цільового призначення. В інтересах космічного агентства України розроблено клейові компаунди, оптично-прозорі захисні покриття, герметики та терморегулюючі емалі, стійкі за умов відкритого космосу, які забезпечують стабільне функціонування космічних апаратів. Розроблені високоефективні адгезиви застосовані при виготовлені стільникових конструкцій сонячних батарей, встановлених на метерологічному супутнику "січ-2". Створені нанокомпозити  на основі епоксиуретанових олігомерів і наповнювачів різної природи перспективні як матеріали стійкі до УФ-, іонізуючого та радіаційного випромінювання. 

## Відзнаки
Наукова та науково-організаційна діяльність відмічені відзнакою НАН України "За професійні здобутки", почесними грамотами президії НАН України, та ЦК профспілки працівників НАН України, Подякою голови Дніпровської районної ради "За вагомий особистий внесок у розвиток Дніпровського району та високу майстерність у професійній діяльності"

## Основні наукові публікації
Т.Т. Тодосійчук є автором та свіавтором 3-х монографій, понад 240 наукових праць і 25 авторських свідоцтв СРСР і патентів України на винаходи.

### Монографії
- 1. Тодосийчук ТГ, Липатов Ю.С. Адсорбция полимеров на твердых поверхностях. / Физико-химия многокомпонентных полимерных систем. - Киев: Наук. думка, 1986. - Т.1, Гл.4.- С. 130-182.
- 2. Lipatov Yu.S., Todosijchuk T.T., Chornaya V.N., Adsorption from polymer mixture and the interfaces with solids In book polymer interface and emulsions New-York-Basel:Marcel Dekker. - 1999. - Р. 429-465.
- 3. Тодосийчук Т. Г , Черная В.Н. Определение адсорбции полимеров из растворов. Методика ГСССД. Регистрационный М ГСССД МЗ 84-91 от 10.06.1991 г.

### Статті
- 1. Lipatov, Y. S., Sergeeva, L. M., Todosiichuk, T. T., & Chornaya, V. N. (1982). Adsorption of polymer mixtures from solutions on solids: II. Polybutylmethacrylate-polystyrene-aerosil. Journal of Colloid and Interface Science, 86(2), 437-441.
- 2. Lipatov, Y. S., Todosijchuk, T. T., Chornaya, V. N., & Khramova, T. S. (1986). Adsorption and structure formation in solutions of polymer mixtures. Journal of colloid and interface science, 110(1), 1-8.
- 3. Lipatov, Y. S., Todosijchuk, T. T., & Chornaya, V. N. (1994). Adsorption from polymer blend solutions and structure of adsorption layer. Composite Interfaces, 2(1), 53-69.
- 4. Lipatov, Y., Todosijchuk, T., & Chornaya, V. (1993). Adsorption of polymer mixtures from dilute and semidilute solutions. Journal of colloid and interface science, 155(2), 283-289.

### Патенти
- 1. Спосіб покращення електрофізичних характеристик сонячних елементів Коротченков О.О., Науменко С.М., Калініченко Д.В., Подолян А.О., Тодосійчук Т.Т., Ященко Л.М., Стебленко Л.П., Курилюк А.М., Кріт О.М., Воронцова Л.О., Кобзар Ю.Л. Номер патенту: 110584 Опубліковано: 12.01.2016
- 2. Оптично-прозора забарвлена полімерна композиція Стратілат М.С., Косянчук Л.Ф., Безродний В.І., Негрійко А.М., Антоненко О.І., Тодосійчук Т. Т. Номер патенту: 107024 Опубліковано: 10.11.2014
- 3. Спосіб підвищення коефіцієнта корисної дії сонячних елементів Стебленко Л.П., Макара В.А., Калініченко Д.В., Кобзар Ю.Л., Подолян А.О. Тодосійчук Т.Т., Курилюк А.М., Ященко Л.М. Номер патенту: 106862 Опубліковано: 10.10.2014
- 4. Спосіб одержання оптично-прозорого компаунду Тодосійчук Т.Т., Ященко Л.М. Номер патенту: 105724 Опубліковано: 10.06.2014
- 5. Вібропоглинаючий полімерний матеріал та спосіб його одержання Ярова Н.В., Тодосійчук Т.Т., Алексєєва Т.Т., Бабкіна Н.В. Номер патенту: 100562 Опубліковано: 10.01.2013
- 6. Композиція для терморегулюючого покриття  Ященко Л.М., Тодосійчук Т.Т., Кривченко Г.М. Номер патенту: 84531 Опубліковано: 27.10.2008
- 7. Полімерна композиція для пелюстково-дискових літероносіїв  Васильєва О.Д., Тодосійчук Т.Т., Горбатенко О.М., Ліпатов Ю.С. Номер патенту: 18309 Опубліковано: 25.12.1997